# Królestwo Islandii
Królestwo Islandii – była monarchia konstytucyjna, związana unią personalną z Danią. Państwo to zostało założone 1 grudnia 1918, a zlikwidowane 17 czerwca 1944, kiedy Islandia ogłosiła pełną niepodległość, powołując do życia Republikę Islandii.

## Działanie pod rządami duńskimi
Islandia była kontrolowana przez Danię i jej władców od 1380, lecz formalnie rządzenie Islandią Duńczycy rozpoczęli w 1814 wraz z podpisaniem traktatu kilońskiego kończącego wojny napoleońskie w Skandynawii. W 1874 Islandczycy otrzymali część praw do rządzenia, które zostały wpisane do duńskiej konstytucji, która na temat Islandii została zrewidowana w 1903. Wówczas Duńczycy powołali urząd komisarza do spraw Islandii. Komisarz rezydował w stolicy kraju, Reykjavíku i miał zajmować się sprawami dotyczącymi Islandii, a także zasiadać w islandzkim parlamencie, Althingu.
1 grudnia 1918 Dania podpisała z Islandią akt unii, na mocy którego państwo duńskie uznawało Islandię jako w pełni suwerenne państwo związane z Danią unią personalną. Islandia stworzyła własne flagę oraz herb, a także poprosiła Danię, aby reprezentowała kraj na arenie międzynarodowej oraz zajmowała się sprawami obronności Islandii. Akt unii został zrewidowany w 1940, a wedle ustaleń miał być ponownie podpisany trzy lata później. Do ponownego podpisania unii jednak nigdy nie doszło.

## II wojna światowa
9 kwietnia 1940 III Rzesza zajęła Danię i rozpoczęła jej okupację. Już kilka godzin po zajęciu kraju przez Niemców połączenia komunikacyjne pomiędzy Danią a Islandią zostały zerwane. W związku z tym 10 kwietnia parlament Islandii poprosił komisarza do spraw Islandii Sveinna Björnssona o przejęcie kontroli nad sprawami wewnętrznymi oraz zagranicznymi. W pierwszym roku wojny Islandia prezentowała stanowisko neutralne, sprzeciwiając się zarówno Wielkiej Brytanii, jak i III Rzeszy. Kraj zastrzegał sobie suwerenność przed możliwością inwazji którejkolwiek ze stron. 10 maja 1940 rozpoczęła się Operacja Fork (brytyjska inwazja na Islandię). Około 800 brytyjskich żołnierzy i marynarzy wylądowało w porcie w Reykjavíku. Rząd Islandii był krytycznie nastawiony do sił inwazyjnych, jednakże 17 maja wraz z zajęciem kluczowych pozycji na Islandii oraz desantem 4 tysięcy żołnierzy brytyjskich, ówczesny premier Islandii, Hermann Jónasson wygłosił orędzie wzywające do traktowania sił inwazyjnych z gościnnością i szacunkiem. Siły alianckie pozostały na wyspie aż do zakończenia działań wojennych w 1945.
W szczytowym okresie okupacji wyspy na Islandii stacjonowało około 25 tysięcy żołnierzy brytyjskich. Dzięki ich stacjonowaniu praktycznie zlikwidowano bezrobocie w regionie Reykjavíku oraz innych strategicznie ważnych miejscach dla Brytyjczyków. W lipcu 1941 na mocy porozumienia amerykańsko-islandzkiego kontrolę nad wyspą przejęli Amerykanie. Brytyjczycy potrzebujący wojsk w innych regionach walk pozwolili na kontrolę militarną oraz stacjonowanie na wyspie sił amerykańskich. W kluczowym momencie na Islandii stacjonowało ponad 40 tysięcy żołnierzy amerykańskich, co się równało liczbie mężczyzn w wieku produkcyjnym na wyspie (populacja Islandii wynosiła wówczas około 120–130 tysięcy mieszkańców).

## Niepodległość i utworzenie republiki
24 maja 1944 odbyło się na Islandii referendum w sprawie pełnej niepodległości kraju. Większość wyborców opowiedziała się za pełną niepodległością, którą proklamowano 17 czerwca 1944. W Danii, okupowanej ciągle przez Niemców, przyjęcie niepodległości Islandii zostało przyjęte z wyraźnym oburzeniem. Pojawiały się również głosy o militarnej interwencji na wyspie. Jednak król Danii Chrystian X wysłał list, w którym pogratulował mieszkańcom Islandii niepodległości i życzył im wszelkiej pomyślności.